# Frampton Cotterell
Pour les articles homonymes, voir Frampton (homonymie) et Cotterell.
Frampton Cotterell est un village et une paroisse civile situé dans le comté du Gloucestershire en Angleterre. En 2011, sa population est de 6 520 habitants.

## Personnalités liées
Charlie Lenehan (1998-), chanteur de Bars and melody, y est né.

## Source de la traduction
- (en) Cet article est partiellement ou en totalité issu de l’article de Wikipédia en anglais intitulé « Frampton Cotterel » (voir la liste des auteurs).